# Glenea gratiosa
Glenea gratiosa là một loài bọ cánh cứng trong họ Cerambycidae.